# 足柄バスストップ
足柄バスストップ（あしがらバスストップ）は、静岡県駿東郡小山町の東名高速道路本線上にあるバス停留所である。東名足柄（とうめいあしがら）ともいう。
小山町 - 駒門PA間の上下各線3車線化拡幅工事と共に着工、同区間3車線化拡幅工事完了から12日後の1991年4月9日に開設された。
JR東名ハイウェイバスの急行・特急・超特急の全便、小田急ハイウェイバスの新宿 - 箱根線の特急・超特急の全便と羽田線（京浜急行バスと共同運行）の全便が停車する。
下り線側の側道沿いに、バス停利用者のための無料駐車場が設置されている。

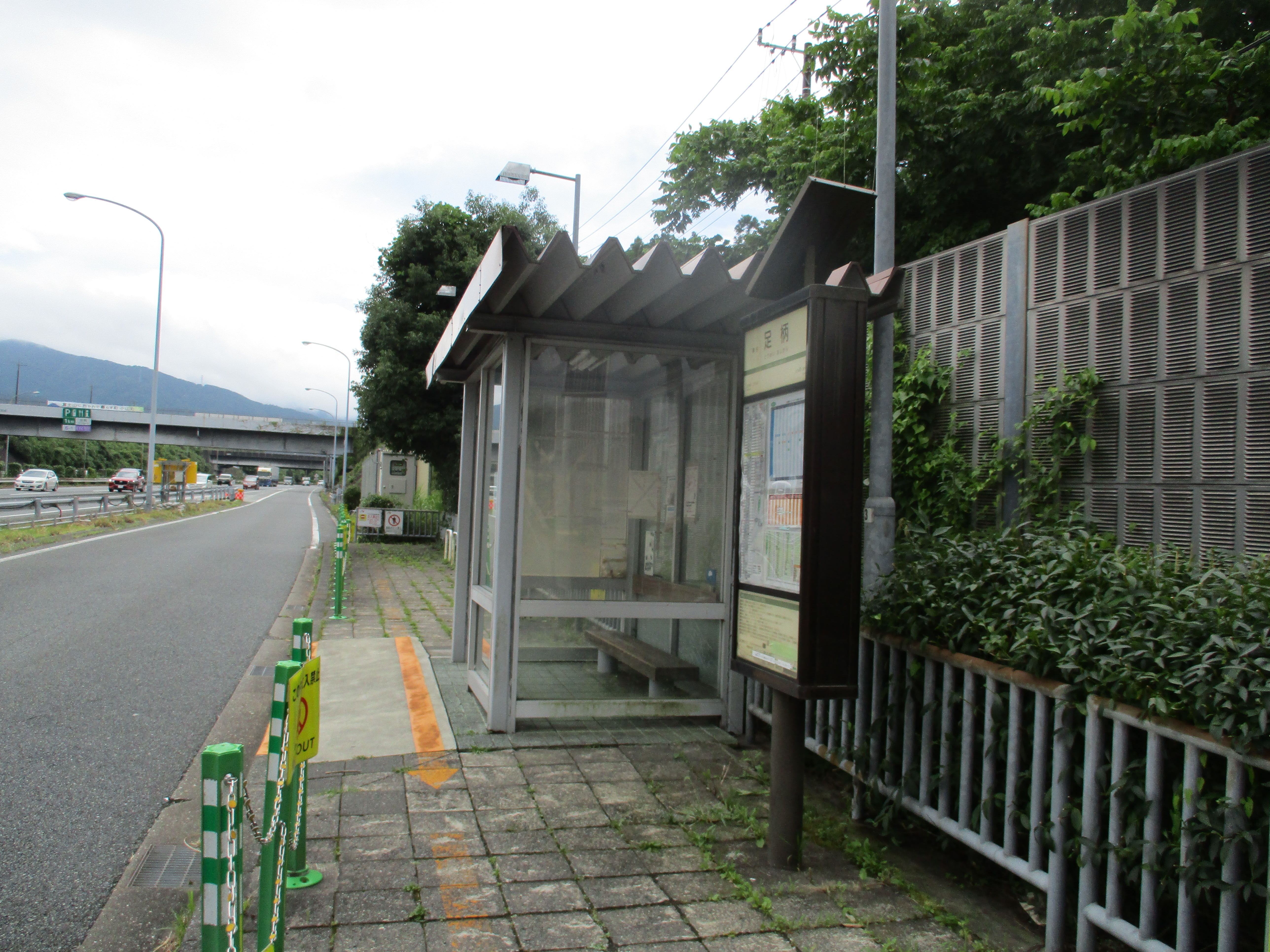
上り（2024年7月）
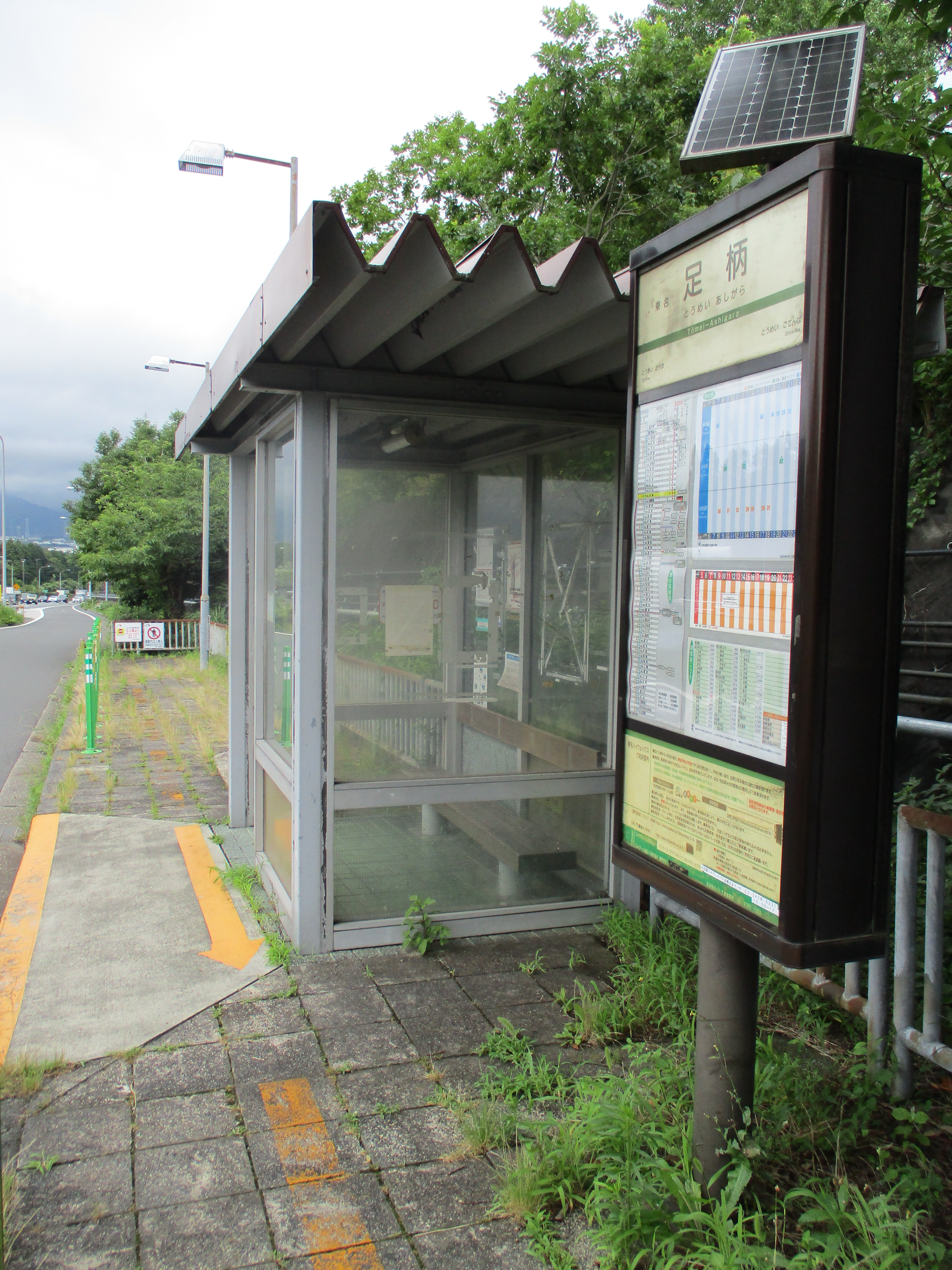
下り（2024年7月）
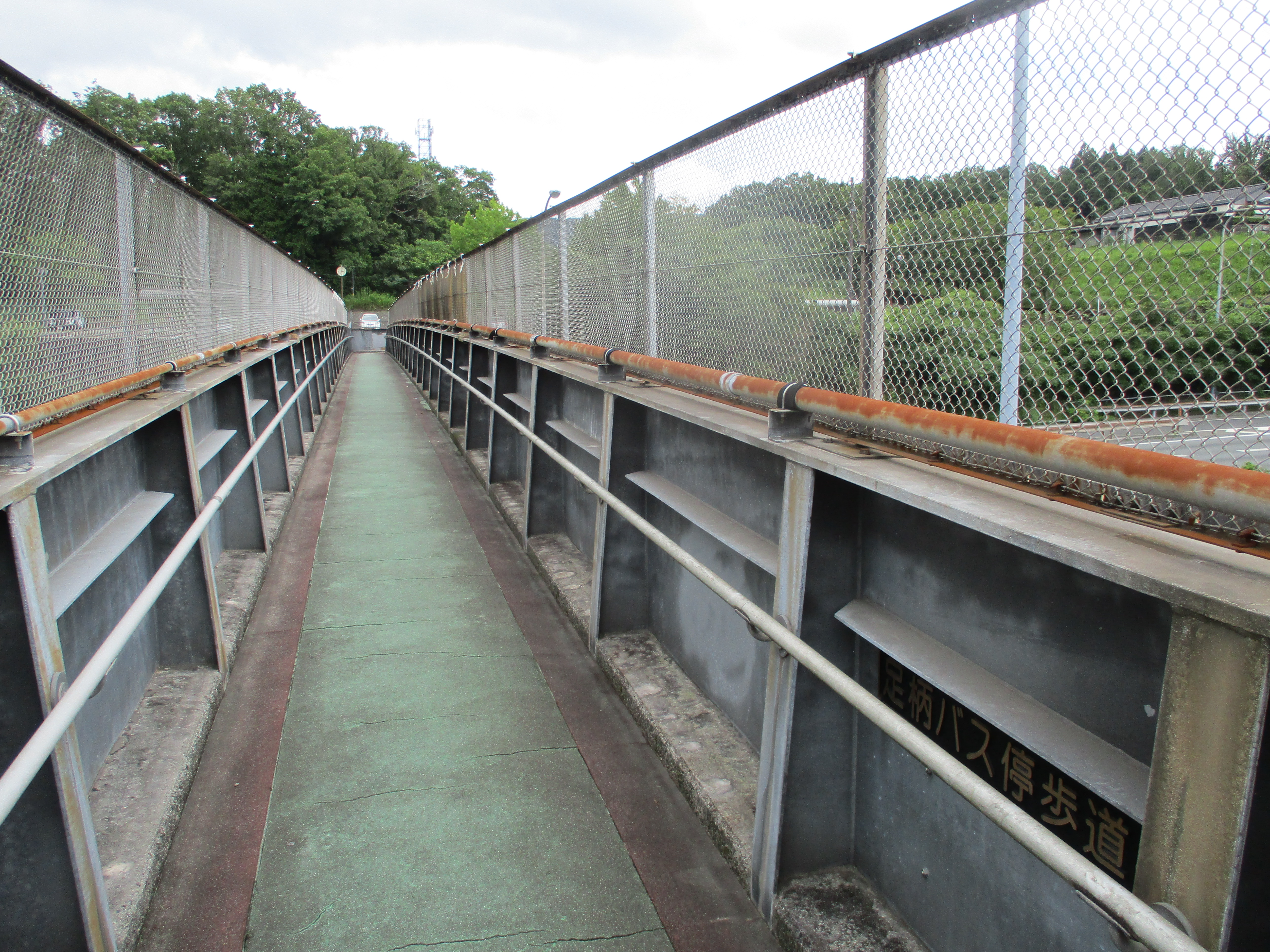
足柄バス停歩道（2024年7月）

## 歴史
- 1991年4月9日 : 開設

## 付近の様子
静岡県道78号御殿場大井線（足柄街道）が通っている。住宅地から離れた場所にあり、駐車場を備えていることから、当停留所へはマイカーを利用する人が多い。
当停留所の東側徒歩3分の位置には静岡県立小山高校があり、同校への通学手段の一つとなっている。
2005年1月12日には駐車場の南側に町営の「あしがら温泉」という温泉施設が開業した。

## 隣接のバス停
- 東名ハイウェイバス（急行便）・小田急ハイウェイバス　新宿 - 箱根線（特急便）
御殿場BS - 足柄BS - 小山BS
- 東名ハイウェイバス（特急便・超特急便）
御殿場BS - 足柄BS - 伊勢原BS
- 小田急ハイウェイバス　新宿 - 箱根線（超特急便）
御殿場BS - 足柄BS - 池尻大橋
- 小田急ハイウェイバス・京浜急行バス　羽田線
御殿場駅（上り） 御殿場インター前（下り） - 足柄BS - 小山BS

※羽田線は上りは乗車のみ、下りは降車のみ扱う。隣接バス停との相互利用は不可

## 乗り換え
- 小山町コミュニティバス (PDF) 
  - あしがらルート : 生涯学習センター方面
  - くわぎルート : 御殿場プレミアム・アウトレット方面
    - 上記2ルートは、すべてJR足柄駅前を経由する。

## 距離
- 東京駅から97.0 km
- 新宿駅から93.4 km